# College Swing
College Swing is een Amerikaanse muziekfilm uit 1938 onder regie van Raoul Walsh.

## Verhaal
In 1738 wordt er een akkoord gesloten tussen de universiteit en de familie Alden. De universiteit wordt eigendom van de familie, mits een vrouwelijk familielid er binnen de 200 jaar afstudeert. In 1938 tracht Gracie Alden haar diploma te behalen. Ze schakelt daarvoor privéleraar Bud Brady in. Bovendien valt ze voor hoogleraar Hubert Dash.

## Rolverdeling
| Acteur                | Personage      |
| --------------------- | -------------- |
| George Burns          | George Jonas   |
| Gracie Allen          | Gracie         |
| Martha Raye           | Mabel Grady    |
| Bob Hope              | Bud Brady      |
| Edward Everett Horton | Hubert Dash    |
| Florence George       | Ginna Ashburn  |
| Ben Blue              | Ben Volt       |
| Betty Grable          | Betty          |
| Jackie Coogan         | Jackie         |
| John Payne            | Martin Bates   |
| Cecil Cunningham      | Dean Sleet     |
| Robert Cummings       | Radio-omroeper |
| Skinnay Ennis         | Skinnay        |